# Уолтер Стюарт, граф Файф
Уолтер Стюарт (англ. Walter Stewart; родился между 1338 и 1347 — умер между 14 августа 1362 и 10 января 1363) — сын короля Шотландии Роберта II, граф Файф по жене (jure uxoris).

## Биография
Уолтер Стюарт родился между 1338 и 1347 годами. Он был третьим ребёнком и вторым сыном будущего короля Шотландии Роберта II от первого брака с Элизабет Мур, дочерью сэра Адама Мура, а королю Дэвиду II, правившему при его жизни Шотландией, приходился внучатым племянником. Между 21 июля 1360 года и 20 июля 1361 года Уолтер женился на Изабелле, дочери Доннхада (Дункана), графа Файфа, и вдове сэра Уильяма Рамсея, и благодаря этому браку стал графом Файф. Однако вскоре (между 14 августа 1362 года и 10 января 1363) он умер. Потомства граф не оставил, его вдова вышла замуж снова — на этот раз за сэра Томаса Биссета из Апсетлингтона. 
Отец Уолтера через восемь лет после его смерти стал королём Шотландии.